# Trauerblaurabe
Der Trauerblaurabe (Cyanocorax beecheii) oder auch Indigoblaurabe oder Trauerblauhäher ist eine Rabenvogelart aus der Gattung der Blauraben (Cyanocorax), die in Mexiko verbreitet ist.

## Merkmale
Der Trauerblaurabe ist mit einer Körpergröße von 35 bis 41 cm die größte Blaurabenart. Die Männchen sind dabei etwas größer als die Weibchen. Die Schwanzfedern sind mit 16,5 bis 19,9 cm relativ lang. Die Flügel haben eine Größe von 15,6 bis 17,5 cm und der Schnabel hat eine Länge von 2,5 bis 3 cm. Das Körpergewicht liegt bei durchschnittlich 195 g.
Das Gefieder ist am Kopf, Nacken und oberen Mantel sowie an der Unterseite schwarz. Dorsal sowie an der Flügel und Schwanzoberseite hat es dagegen eine auffällig blaue bis blau-violette Farbe. Auf dem Kopf befindet sich eine Haube aus kurzen aufrecht stehenden Federn. Wie andere Blauraben haben Jungtiere einen gelben Schnabel und eine dunkle Iris, wohingegen der Schnabel bei adulten Tieren schwarz ist und die Iris gelb. Der Schnabel beginnt in ihrem zweiten Lebensjahr im August von der Basis her schwarz zu werden. Ab dem dritten Jahr ist er äußerlich gänzlich schwarz und lediglich innen können noch gelbe Stellen vorhanden sein. Die Beine sind sowohl bei Jungtieren als auch adulten Tieren gelb.
|          | Jungtier / 1. Jahr | 2. Jahr      | ab 3. Jahr |
| -------- | ------------------ | ------------ | ---------- |
| Iris     | dunkelbraun        | olivgelb     | gelb       |
| Schnabel | gelblich / gelb    | gelb-schwarz | schwarz    |
| Beine    | gelblich / gelb    | gelb         | gelb       |
| Bild     |                    |              |            |

## Lebensweise
Trauerblauraben leben das ganze Jahr über in Gruppen von zwei bis fünf Vögeln, bestehend aus einem brütenden Paar und jungen Vögeln in ihrem ersten Lebensjahr. Diese Gruppen sind deutlich kleiner als bei anderen Arten und verhalten sich aggressiver gegenüber in ihr Territorium eindringende Artgenossen. Das Territorium einer Gruppe hat eine Größe von bis zu 30 ha.

## Fortpflanzung
Die Nester werden in Bäumen in etwa 6 m Höhe angelegt. Am Bau beteiligt sich die gesamte Gruppe, jedoch übernimmt das Weibchen die Hauptarbeit. Dieses legt ihr aus drei bis 6 Eiern bestehendes Gelege Anfang Mai und brütet es für etwa 15 Tage aus. Die Farbe der Eier ist rosa-hellbraun bis rötlich hellbraun mit dunkelbraunen Punkten und grau schattiert. Die Nestlinge werden nach 12 bis 14 Tagen flügge. Bei der Fütterung der Jungvögel hilft wiederum die gesamte Gruppe. Die Generationslänge der Trauerblauraben beträgt durchschnittlich 6,8 Jahre.

## Verbreitungsgebiet

Verbreitungsgebiet des Trauerblauraben in Mexiko

Der Trauerblaurabe ist im Nordwesten Mexikos entlang der Sierra Madre Occidental verbreitet. Innerhalb seines Verbreitungsgebietes ist der Trauerblaurabe größtenteils die einzige Art der Gattung. Lediglich an der südlichen Verbreitungsgrenze gibt es Überschneidungen im Bundesstaat Nayarit mit dem Acapulcoblauraben (Cyanocorax sanblasianus), der dort seine nördlichste Verbreitung findet. Der Trauerblaurabe ist deutlich größer und breiter gebaut als der Acapulcoblaurabe und hat auf der Oberseite ein eher violett-blaues Gefieder, wohingegen dieses bei nördlichen Populationen der Acapulcoblauraben blau ist (bei südlichen Populationen mehr blau-violett). Zudem sind die Beine der Trauerblauraben deutlich gelber.

## Gefährdung
Die IUCN stuft den Trauerblauraben als nicht gefährdet (least concern) ein. Die Gesamtpopulation an adulten Tieren wird auf weniger als 50.000 geschätzt und ist leicht rückläufig. Eine Bedrohung für die Art ist der Rückgang an geeigneten Lebensräumen durch Abholzung von Wäldern im Tiefland.

## Systematik

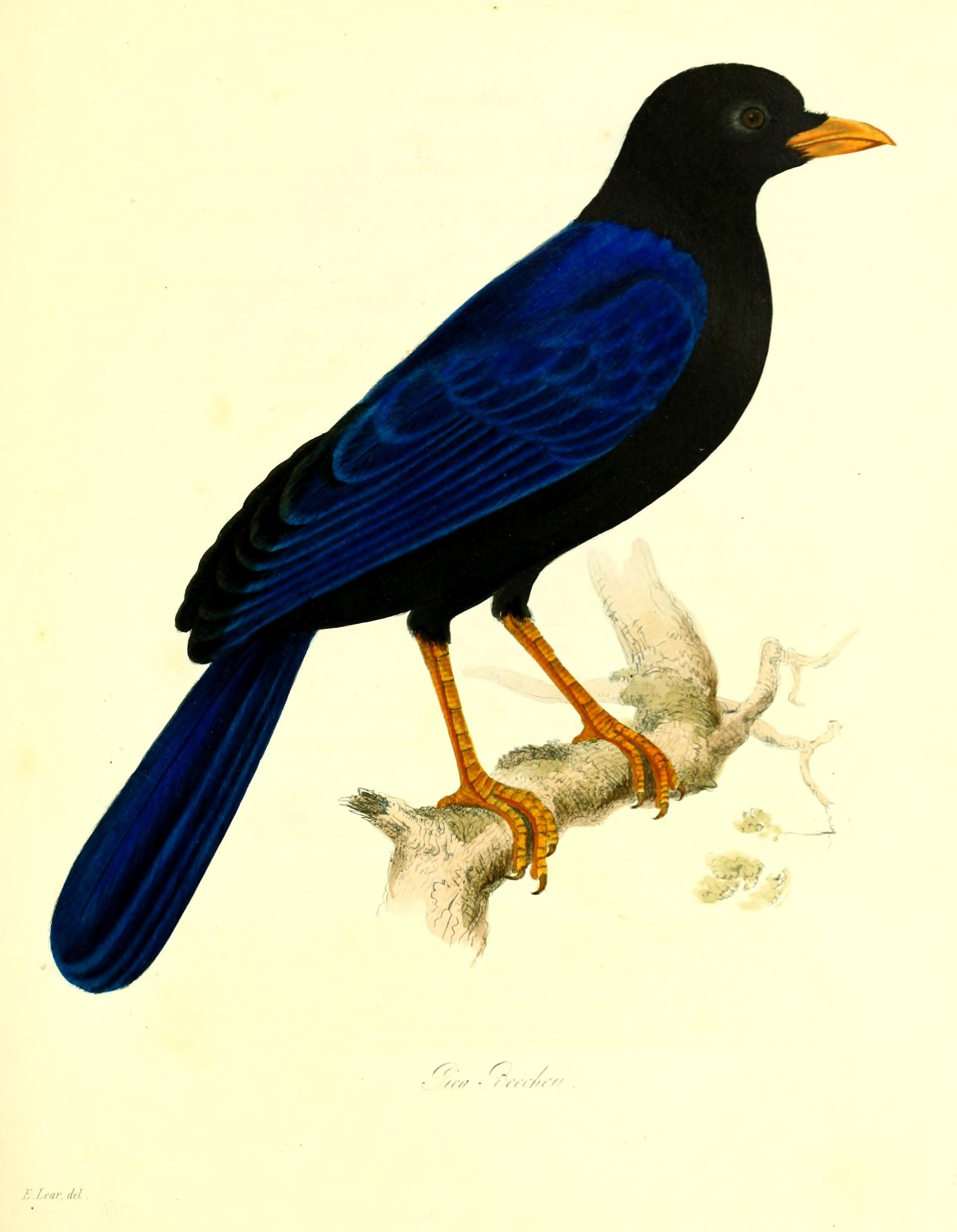
Zeichnung in The Zoology of Captain Beechey's Voyage, 1839

Der Trauerblaurabe ist eine Art aus der Gattung der Blauraben.
Er wurde 1829 von dem irischen Zoologen Nicholas Vigors als Pica beecheii wissenschaftlich erstbeschrieben. Das Artepitheton beecheii ist dem britischen Seeoffizier Frederick Beechey gewidmet, der mit dem Forschungsschiff HMS Blossom von 1825 bis 1828 eine Expedition in den Pazifik und das arktische Nordamerika unternahm.